# Bactrocera fallacis
Bactrocera fallacis
 es una especie de díptero que Drew describió por primera vez en 1972. Bactrocera fallacis pertenece al género Bactrocera de la familia Tephritidae. 